# Hermes (periodico)
Hermes è stata una rivista letteraria italiana fondata a Firenze nel 1904 da Enrico Corradini e dal giovane Giuseppe Antonio Borgese.
"Qualcuno si maraviglierà leggendo che per noi è aristocratica quell''ARTÈ, nella quale la forma sia espressiva ed intimamente connaturata al contenuto.
È dunque aristocratica l'arte; e l'epiteto sembrerebbe ozioso, se non fosse oggi proprio un'esigua minoranza, una vera aristocrazia quella che riconosce il valore espressivo dell'arte e non ostenta un ebete disprezzo per la FORMA, disgraziatissima fra tutte le parole.
Del resto noi rinunceremmo volentieri all'ambiguità della parola ARISTOCRATICA, se fossero molti anzi che pochi a comprendere quando un poeta sia riuscito ad esprimere e quando sia fallito; se in una parola, la folla tornasse all'intelligenza della forma, che ebbe nella Grecia antica.
Ed anche noi, dunque, con la Grecia. Siamo, diranno, PAGANI e DANNUNZIANI. E si: noi amiamo ed ammiriamo Gabriele D'Annunzio più di ogni altro nostro poeta moderno, morto o vivo che sia, e da lui ci partiamo nella nostra arte.
Siamo DISCEPOLI del D'Annunzio, come il D'Annunzio fu discepolo del Carducci e il Carducci del Foscolo e del Monti. Ma se dannunziano significa scimmia del D'Annunzio disprezziamo l'ingiuria, e passiamo oltre.
Gabriele D'Annunzio è per noi un grande MAESTRO, non un allevatore di fringuelli ammaestrati".

## Storia
Hermes nasce 1º gennaio del 1904 come rivista di critica e letteratura di ispirazione colta e dannunziana a Firenze. Prende il nome dal personaggio mitologico greco, il conduttore di "molte anime al di là dei confini del mondo, nel fantastico Ade".
Come viene esplicitamente dichiarato nella Prefazione-Manifesto, la rivista presenta subito una chiara impronta paganeggiante e dannunziana. Il primo numero riporta al posto d'onore la prosa Le parabole del bellissimo nemico. Il figliuol prodigo di Gabriele D'Annunzio  e si dichiara come rivista dalle disposizioni, più che critiche, emotive.
I dodici grossi fascicoli di Hermes, stampati a mano su carta e adorni di incisioni in legno, riportano le parole prodotte dagli intellettuali di un piccolo gruppo borghese: Corradini e Giovanni Papini prima di tutti insieme a Borgese e poi il gruppo dei minori come Mario Maffei, Nello Tarchiani, Marcello Taddei, Luigi Dami.
Nel Congedo dell'ultimo numero della rivista, nel 1906, XII, p. 266, viene fatto un consuntivo compiaciuto e generico dell'opera svolta ("fummo alacri scandagliatori di verità e di bellezza, di fantasie e di coscienza"), viene ribadito il culto della forma espressa, formulata la certezza del "prossimo risorgimento" nazionalistico e soprattutto confermata l'idolatrica devozione dannunziana.